# Agrostis sokolovskajae
Agrostis sokolovskajae é uma espécie de gramínea do gênero Agrostis, pertencente à família Poaceae.